# Tendaguria
Tendaguria tanzaniensis is een plantenetende sauropode dinosauriër die tijdens het late Jura leefde in het gebied van het huidige Tanzania.

## Vondst en naamgeving
Tussen 1909 en 1912 werden grote Duitse paleontologische expedities ondernomen naar de Tendaguru, een vindplaats in Duits-Oost-Afrika. Daarbij werden in 1911 door de geoloog Wilhelm Bornhardt te Nambango onder andere twee losse ruggenwervels gevonden van een geheel onbekend type. Werner Janensch beschreef deze wervels kort in 1929 maar gaf er geen naam aan.
In 2000 werden de wervels door José Fernando Bonaparte, Wolf-Dieter Heinrich en Rupert Wild benoemd en beschreven als de typesoort Tendaguria tanzaniensis. De geslachtsnaam verwijst naar de Tendaguru. De soortaanduiding verwijst naar Tanzania, het land waarvan het grondgebied grotendeels met het voormalige Duits Oost-Afrika samenvalt.
De soort is gebaseerd op twee syntypen, MB.R.2092.1 en MB.R.2092.2, gevonden in de Obere Dinosauriermergel van de Tendaguruformatie, die dateert uit het Tithonien. Het betreft twee voorste ruggenwervels die bij elkaar gevonden zijn en vermoedelijk aan een enkel individu toebehoren. Het betreft vermoedelijk de tweede en derde wervel. De fossielen maken deel uit van de collectie van het Humboldtmuseum te Berlijn. Een gelijkende halswervel uit de Tendaguru werd toegewezen, specimen MB.R.2091.31.
In 2019 werd de soort opnieuw beschreven. Een mogelijke vierde halswervel bleek zoek en werd niet toegewezen. MB.R.2091.31 werd nu gezien als een cf. Tendaguria, dus een fossiel waarvoor een vergelijking met Tendaguria leerzaam is.

## Beschrijving
Tendaguria is een grote sauropode. De lichaamslengte is geschat op ongeveer twintig meter.  MB.R.2092.1 heeft een lengte van 175 millimeter, MB.R.2092.2 van twintig centimeter, en MB.R.2091.31 van 242 millimeter.
De wervels hebben als eigenaardigheid dat de doornuitsteeksels erg kort zijn, zowel in de hoogte als in de lengterichting van het lichaam. Ze hebben aldus de vorm van een in bovenaanzicht zeer brede en lage dwarsrichel die niet beduidend boven het niveau van de wervelboog uitsteekt. Hun achterkanten vormen een aflopend vlak met de epipofysen en de richels van de achterste werveluitsteeksels. De beschrijvers vermoeden dat de zijdelingse rugspieren hun aanhechting naar beneden verplaatst hadden van de normale positie aan de zijkant van de doornuitsteeksels. Verdere autapomorfieën zijn: een uitholling in de bovenkant aan de buitenste zijkant van ieder voorste gewrichtsuitsteeksel; diepe uithollingen in de voorkanten van de zijuitsteeksels gecombineerd met ondiepe uithollingen in de achterkanten; zeer robuuste epipofysen.
De beschrijving uit 2019 gaf twee autapomorfieën. Bij de voorste ruggenwervels wordt de bovenzijde uitgehold door twee inzinkingen per zijde, een aan de buitenste achterkant van het voorste gewrichtsuitsteeksel aan de voorrand van het zijuitsteeksel, de ander aan de achterkant van het voorste gewrichtsuitsteeksel. Bij de voorste ruggenwervels bevindt zich een centrale richel voor het doornuitsteeksel.
Hoewel het doornuitsteeksel gevormd is als een dwarsrichel, wordt deze gekruist door lage verhogingen op de middenlijn, de tweede autapomorfie uit 2019. De ruggenwervels hebben door grote zijuitsteeksels een breedte van zo'n zestig centimeter. De zijuitsteeksels hebben een hoge basis en lopen naar hun wat naar beneden gebogen uiteinden taps toe. De voorkanten ervan zijn als geheel uitgehold, waarbij het bovenvlak de uitholling overhangt. In deze trog bevinden zich twee diepere uithollingen. De trog gaat naar het midden over in de iets naar boven gerichte hoge basis van het voorste gewrichtsuitsteeksel. In deze basis bevindt zich weer een diepere uitholling, nu niet naar achteren maar naar het midden gericht en van de binnenste uitholling van het zijuitsteeksel gescheiden door een prominente richel. De grote ovale facetten van de voorste gewrichtsuitsteeksels zijn schuin omhoog, naar het midden en voren gericht. De wervellichamen zijn nogal afgeplat.

## Fylogenie
Vanwege de sterk afwijkende vorm van de wervels achtten de beschrijvers het onmogelijk de soort nauwer te determineren dan een Sauropoda incertae sedis. Wel brachten ze de soort onder in een aparte familie Tendaguriidae, waarvan het dan het enige lid is. Een basaal kenmerk is het onverdeeld zijn van de holte onder het achterste gewrichtsuitsteeksel en verder het ontbreken van een richel tussen de voorste gewrichtsuitsteeksels. Daarentegen wijst het bezit van pleurocoelen, uithollingen op de zijkanten van het wervellichaam, op het behoren tot de Neosauropoda. De toegewezen halswervel had overeenkomsten met die van Camarasaurus.
In 2014 vond een analyse Tendaguria in een erg afgeleide positie, als lid van de Somphospondyli en zustersoort van Wintonotitan. In 2019 werd Tendaguria in de Turiasauria geplaatst.